# Thymoites sanctus
Thymoites sanctus es una especie de araña araneomorfa del género Thymoites, familia Theridiidae. Fue descrita científicamente por Chamberlin en 1916.
Habita en Perú.